# Bisdom Bethlehem (Zuid-Afrika)
Het bisdom Bethlehem (Latijn: Dioecesis Bethlehemensis) is een rooms-katholiek bisdom met als zetel Bethlehem, een plaats in Zuid-Afrika. Het bisdom is suffragaan aan het aartsbisdom Bloemfontein.

## Geschiedenis
Het bisdom werd opgericht op 12 februari 1948, als apostolisch vicariaat Bethlehem, uit het apostolisch vicariaat Kroonstad. Op 11 januari 1951 werd het een bisdom. 

## Parochies
In 2018 telde het bisdom 13 parochies. Het bisdom had in 2018 een oppervlakte van 34.965 km2 en telde 1.051.340 inwoners waarvan 7,7% rooms-katholiek was.

## Bisschoppen
- Léon Klerlein (12 februari 1948 - 9 december 1948)
- Peter Kelleter (12 maart 1950 - 5 juli 1975)
- Hubert Bücher (9 december 1976 - 31 december 2008)
- Jan de Groef (31 december 2008 - heden)